# AS Inter Star
El Association Sportif Inter Star es un equipo de fútbol de Burundi que compite en la Primera División de Burundi, la liga de fútbol más importante del país.

## Historia
Fue fundado en 1977 en la capital Buyumbura y es un equipo que su mejor época fue después de la década de los años 90, donde obtuvieron 3 títulos de liga y 1 de copa, así como haber participado en competiciones internacionales en 5 ocasiones.

## Palmarés
- Primera División de Burundi (4): 1991, 1992, 2005, 2008

- Copa de Burundi (1): 1990

## Participación en competiciones de la CAF
| Temporada | Torneo                            | Ronda            | Club            | Casa | Visita | Global      |
| --------- | --------------------------------- | ---------------- | --------------- | ---- | ------ | ----------- |
| 1986      | Copa Africana de Clubes Campeones | 1                | US Tshinkunku   | 2-1  | 1-1    | 3-2         |
| 1986      | Copa Africana de Clubes Campeones | 2                | KCC             | 2-1  | 1-1    | 3-2         |
| 1986      | Copa Africana de Clubes Campeones | Cuartos de final | Zamalek SC      | 1-0  | 0-3    | 1-3         |
| 2006      | Liga de Campeones de la CAF       | Preliminar       | CAPS United     | 3-3  | 0-0    | 3-31        |
| 2006      | Liga de Campeones de la CAF       | 1                | Raja Casablanca | 2-1  | 0-7    | 2-8         |
| 2008      | Copa Confederación de la CAF      | Preliminar       | Express FC      | 1-0  | 0-1    | 1-1 (5-4 p) |
| 2009      | Liga de Campeones de la CAF       | Preliminar       | Canon Yaoundé   | 0-1  | 1-1    | 1-2         |
| 2011      | Copa Confederación de la CAF      | Preliminar       | Missile FC      | 1-0  | 0-4    | 1-4         |

1- CAPS United fue expulsado del torneo por dar información falsa sobre dos jugadores de Malaui en la ronda preliminar.

## Jugadores destacados
- Vladimir Niyonkuru
- Faty Papy